# Wayne Andrews
Wayne Michael Hill Andrews, angleški nogometaš, * 25. november 1977, Paddington, London, Anglija, Združeno kraljestvo.